# TD Overdrive: The Brotherhood of Speed
Test Drive Overdrive: The Brotherhood of Speed, у Північній Америці відома як просто Test Drive (укр. Тест-драйв) — відеогра серії Test Drive у жанрі аркадних автоперегонів, розроблена студією Pitbull Syndicate та видана компаніями Infogrames й Atari для гральних приставок PlayStation 2 і Xbox, та для персональних комп'ютерів під керуванням Microsoft Windows у 2002 році.
Як і попередні частини серії, TD Overdrive: The Brotherhood of Speed зосереджується на вуличних перегонах міськими вулицями. Доступні траси в таких містах, як Сан-Франциско, Токіо, Лондон і Монте-Карло. За сюжетом Денніс Блек, яким керує гравець, бере участь у нелегальних змаганнях з метою відновити позитивну репутацію серед вуличних перегонників. У грі доступні кілька режимів та типів перегонів, для участі у яких надані різні автомобілі від відомих світових виробників.
Під час розробки автори спиралися на концепцію попередніх елементів серії, але додали сюжетну лінію та покращили дизайн. Після виходу TD Overdrive The Brotherhood of Speed отримав змішані відгуки від ігрової преси. Журналісти розкритикували просту фізичну модель і малу кількість нововведень, у порівнянні з попередниками, але до плюсів віднесли якісну графіку та звуковий супровід.

## Ігровий процес

Перегона на Toyota Supra в Сан-Франциско. TD Overdrive: The Brotherhood of Speed не зазнав істотних змін, порівняно з попередніми частинами серії, але в грі з'явилася чітко простежувана сюжетна лінія.

TD Overdrive: The Brotherhood of Speed є аркадною перегоновою грою, виконаною в тривимірній графіці. За сюжетом гри перегонник Денніс Блек, яким керує гравець, має гарні навички водіння, але нині він не має ні грошей, ні машини, а репутація серед вуличних перегонників погіршилася. Йому вирішує допомогти Дональд Кларк, який дає герою для перших перегонів свій автомобіль, розповівши про змагання вулицями таких міст, як Сан-Франциско, Токіо, Лондон і Монте-Карло. Денніс Блек стикається з серйозними суперниками, яких йому доведеться перемогти.
Заїзди в грі відбуваються за участю безпосередньо гравця, а також комп'ютерних опонентів. На одних трасах встановлено денний час доби, на інших — нічний. Міськими дорогами роз'їжджають машини, а також поліція, яка починає погоню за гравцем або його суперниками, якщо порушувати правила дорожнього руху. Якщо поліцейська машина опиниться біля автомобіля гравця, і при цьому гравець повільно їхатиме або ж нерухомо стоятиме, то поліція затримає гравця на три секунди, після чого можна далі продовжити рух. У більшості заїздів у верхній частині екрана розташований час, який показує, скільки гравцеві залишилося секунд, щоб проїхати повз наступну контрольну точку; при проїзді повз контрольну точку, гравцеві дається додатковий час, щоб доїхати до наступної. Додаткові п'ять секунд також можна отримати, якщо виконувати стрибки на автомобілі з трамплінів, які іноді можуть бути встановлені на трасі. Якщо закінчиться час або якщо виїхати на кілька секунд за межі дороги, на якій безпосередньо проводиться змагання, то гравець буде дискваліфікований. Незалежно від вихідного результату можна переглянути повтор заїзду.
У грі є кілька режимів. У швидкій перегоні гравець обирає автомобіль, трасу та проходить перегону. В поодинокій гонці гравець вибирає один із типів перегон, автомобіль, трасу та проходить вибрану ним перегону. У кар'єрі гравець просувається за сюжетом, беручи участь у перегонах, які проходять по черзі; перед змаганням є можливість практики на майбутній трасі. Багатокористувацька гра представлена режимом для двох гравців з технологією розділеного екрана, і в ньому представлені кілька типів перегон з одинокої гри. Є такі типи перегонів, як спринт (перегони з однієї точки міста в іншу), кільцевий заїзд (перегони з кількома колами по умовно замкнутій трасі), дрег (заїзд у спеціально відведеному місці на коротку пряму дистанцію, де гравцеві доступна тільки механічна КПП), навігаційний заїзд (гравець поодинці проїжджає маршрут, в якому перед перехрестями висвічуються стрілки, що вказують, в який бік повернути) і погоня (гравець керує поліцейською машиною, затримуючи перегонників). Також є «Понг» як міні-гра, в яку можна грати під час завантажувальних екранів проти комп'ютера або іншого гравця. Автомобілі у грі представлені ліцензованими моделями від відомих світових виробників, таких як Toyota, Nissan, Chevrolet, Dodge, Aston Martin та інші. У кожній машині можна переглянути різні технічні характеристики, наприклад, максимальну швидкість і об'єм двигуна. Автомобілі не пошкоджуються під час зіткнень, а їх колір можна змінювати при виборі машини в меню перед заїздом.

## Розробка та вихід гри
Розробкою TD Overdrive: The Brotherhood of Speed, як і у випадку з попередніми частинами серії Test Drive, займалася студія Pitbull Syndicate, а видавцями виступили компанії Infogrames та Atari. Проєкт зберіг багато рис своїх попередників: вуличні перегони міськими дорогами з поліцейськими погонами. Однак, ця частина стала другою в серії (після Test Drive: Off-Road Wide Open), випущеної для шостого покоління ігрових систем, і в ній з'явилася сюжетна лінія, що чітко простежується, зі своїми персонажами. Як ігрові локації було використано всього чотири наявні міста - Сан-Франциско, Токіо, Лондон і Монте-Карло, що значно менше, ніж у попередниках, проте в цій частині міста стали більш відкритими, опрацьованими та схожими зі своїми реальними аналогами. Крім того, у кожному місті є кілька трас, а не по одній, як у попередніх іграх серії. 
Ліцензований саундтрек гри містить 17 пісень у жанрах рок, хіп-хоп та техно від 10 виконавців та гуртів, таких як DMX («We Right Here»), JA Rule («Furious» та «Livin' It Up»), Junkie XL («Dance USA», «Synasthesia» та «Future in Computer Hell (Part 2)»), Bubba Sparxxx («Ugly»), Saliva («Lackluster» та «Click Click Boom») та інших. Крім цього, у версіях для Xbox і Windows є підтримка користувацької музики.
Гра була анонсована 11 вересня 2001 року під назвою Test Drive Underground і випуск планувався в березні 2002 року на PlayStation 2. Офійіно гра вийшла 28 травня 2002 року в Північній Америці, де вона має назву Test Drive, та 5 липня в Європі на приставках PlayStation 2 та Xbox. 10 грудня цього року гра була портована на персональні комп'ютери для операційної системи Microsoft Windows, бувши виданої лише у Північній Америці.

## Оцінки та думки
| Агрегатор    | Оцінка  | Оцінка  | Оцінка  |
| Агрегатор    | PC      | PS2     | XBOX    |
| ------------ | ------- | ------- | ------- |
| GameRankings | 59,25 % | 70,64 % | 65,72 % |
| Metacritic   | 61/100  | 73/100  | 71/100  |

| Видання                            | Оцінка | Оцінка | Оцінка |
| Видання                            | PC     | PS2    | XBOX   |
| ---------------------------------- | ------ | ------ | ------ |
| AllGame                            | [ 11 ] | [ 12 ] | [ 13 ] |
| Electronic Gaming Monthly          |        | 6,5/10 | 8/10   |
| G4                                 | 3/5    |        |        |
| Game Informer                      |        | 8,5/10 | 8,8/10 |
| GamePro                            |        | [ 18 ] | [ 19 ] |
| GameRevolution                     |        | C      | C      |
| GameSpot                           | 6,7/10 | 6,9/10 | 6,9/10 |
| GameSpy                            |        | 83/100 | 72/100 |
| GameZone                           |        | 7/10   | 8,3/10 |
| IGN                                |        | 7,7/10 | 7,3/10 |
| Official U.S. PlayStation Magazine |        | 3,5/5  |        |
| Official Xbox Magazine (США)       |        |        | 7,2/10 |
| PC Gamer (США)                     | 55/100 |        |        |
| Play                               |        | 4/5    | 3/5    |
| TeamXbox                           |        |        | 3,4/5  |

Гра одержала змішані відгуки від критиків. На сайті Metacritic версія для PlayStation 2 отримала середню оцінку в 73/100, для Xbox – 71/100, а для ПК – 61/100. На GameRankings опублікована подібна статистика: 70,64% для PlayStation 2, 65,72% для Xbox та 59,25% - для ПК. Від сайту Absolute Games гра отримала 65% .